# Uragano Milton
L'uragano Milton è stato un uragano atlantico di categoria 5 che ha colpito la Florida nell'ottobre 2024. In termini di pressione minima, è il quinto uragano più intenso mai registrato nel bacino Atlantico.

## Storia meteorologica

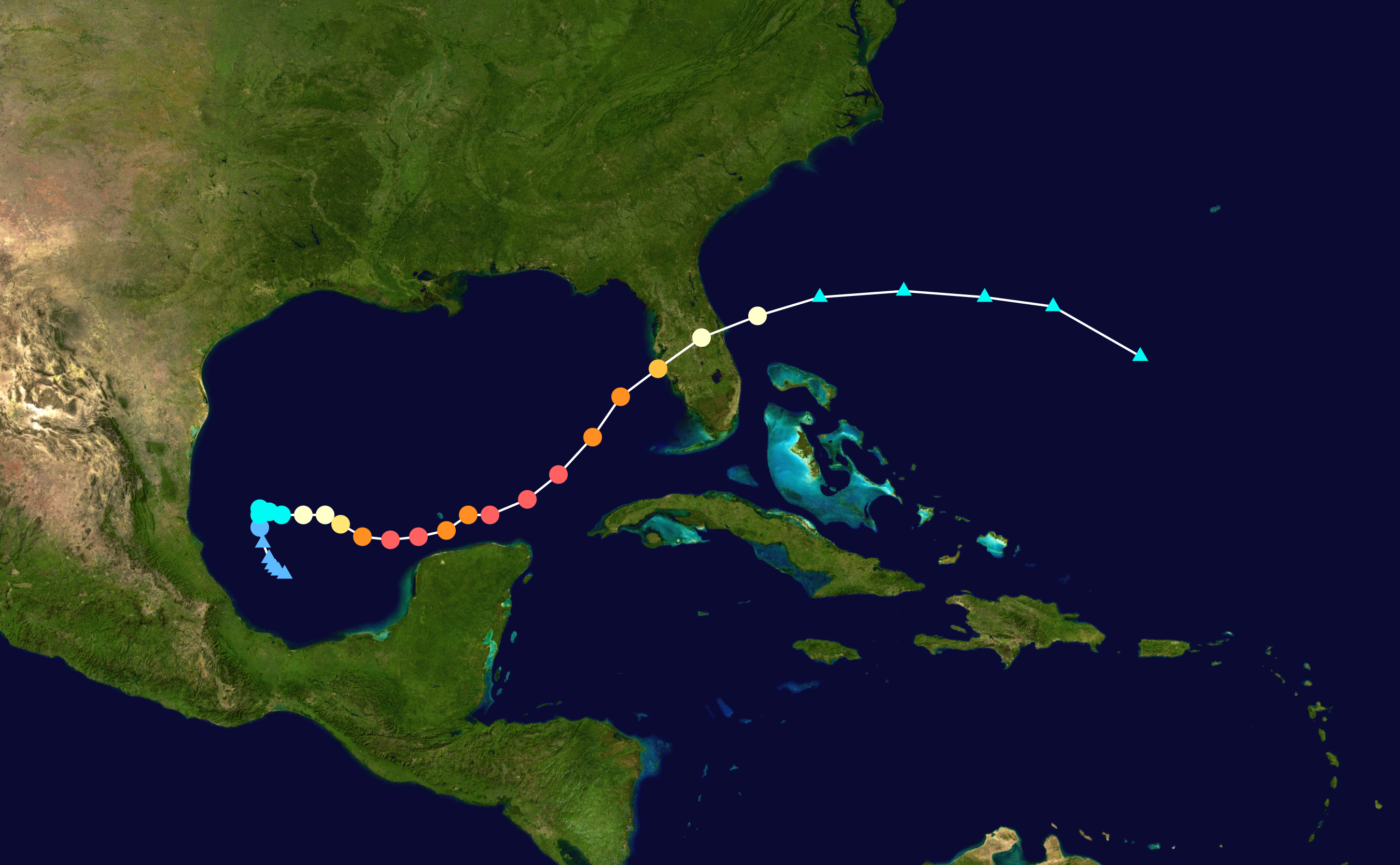
Mappa dell'intensità dell'uragano Milton lungo il suo percorso.

Il 29 settembre 2024, il National Hurricane Center (NHC) ha iniziato a monitorare un'area di bassa pressione che si era sviluppata nel mar dei Caraibi occidentale. La perturbazione ha poi interagito con un fronte stazionario e con i resti della depressione tropicale undici-E, e il 4 ottobre ha iniziato a mostrare segni di maggiore organizzazione. Alle 15:00 UTC del 5 ottobre il NHC ha classificato la perturbazione come depressione tropicale quattordici. Dopo poco più di due ore la depressione si è ulteriormente rafforzata a tempesta tropicale, ricevendo il nome Milton.
Lo sviluppo di una saccatura sugli Stati Uniti centrali ha portato Milton ad iniziare a muoversi verso est e, alle 18:00 UTC del 6 ottobre, i dati raccolti da un volo di ricognizione hanno indicato che la tempesta si era rafforzata ad uragano di categoria 1. Ha quindi avuto inizio una fase di rapida intensificazione favorita da temperature superficiali marine molto calde, vicine ai 31 °C, valori elevati di umidità relativa e basso wind shear. Dopo aver sviluppato un occhio molto piccolo, di appena 7,4 km di diametro, Milton è diventato prima un uragano di categoria 3 alle 11:00 UTC del 7 ottobre e poi di categoria 5 alle 16:00 UTC. Alle 00:00 UTC dell'8 ottobre l'uragano ha raggiunto il suo picco di intensità massima, con venti sostenuti di 285 km/h e una pressione centrale minima di 897 mbar, la più bassa dall'uragano Wilma del 2005 e la quinta più bassa mai registrata nel bacino Atlantico.
Nelle ore successive, mentre l'uragano si muoveva al largo della costa nord della penisola dello Yucatán, l'inizio di un ciclo di sostituzione dell'eyewall ha interrotto il periodo l'intensificazione e Milton si è indebolito ad uragano di categoria 4. Completato il ciclo di sostituzione, un nuovo occhio, più largo del precedente, ha cominciato ad apparire sempre più definito nelle immagini satellitari e alle 21:00 UTC Milton si è rafforzato nuovamente ad uragano di categoria 5. È quindi cominciata una nuova fase di rapida intensificazione che ha portato l'uragano a raggiungere un secondo picco di intensità, con venti sostenuti di 270 km/h e una pressione centrale minima di 902 mbar, alle 00:00 UTC del 9 ottobre. Nel frattempo, Milton ha iniziato ad accelerare verso nord-est in direzione della Florida.

## Impatto
Il bilancio delle vittime dell'uragano Milton in Florida è salito ad almeno 13 morti, secondo il calcolo della CNN, mentre 2,9 milioni di persone sono state senza elettricità, la maggior parte delle interruzioni della corrente si sono verificate nelle contee lungo la costa del golfo. In quella di Hillsborough, dove si trova Tampa, più di 507.000 clienti sono stati senza elettricità e nella vicina contea di Pinellas, che comprende Clearwater e Saint Petersburg, sono stati oltre 404.000. La contea con la più alta percentuale di clienti senza il servizio, il 93%, è stata quella di Highlands, nell'interno.